# Laurentian University

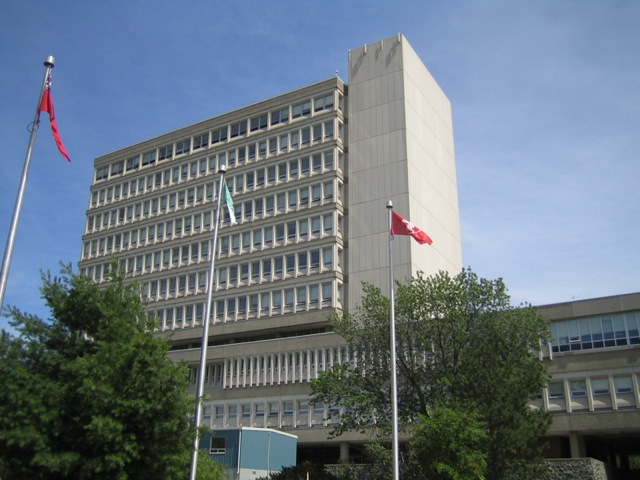
Das R.D. Parker Building am Hauptcampus in Sudbury

Laurentian University (französisch Université Laurentienne) ist eine staatliche öffentliche bilinguale Forschungsuniversität mit Hauptsitz in Greater Sudbury, Kanada. Die Universität wurde am 28. März 1960 gegründet und bietet Bachelor und Masterstudiengänge und Doktorprogramme an. Im Jahre 2012 waren ca. 9000 Studenten in den Bachelor sowie 500 Studenten in den Masterstudiengängen immatrikuliert. Seit 2005 betreibt die Universität eine Medical School, die Northern Ontario School of Medicine. Die Medical School bietet spezielle Studienschwerpunkte im medizinischen Bereich an.

## Geschichte
Laurentian’s Anfänge gehen auf die römisch-katholische Kirche zurück. So wurde im akademischen Jahr 1959–60 von den Vertretern der römisch-katholischen, United, and Anglican Kirchen eine Universität gegründet. 1964 wurde der Hauptcampus in Greater Sudbury eröffnet.

## Überblick
Der Hauptcampus befindet sich südlich des Lake Ramsey und des Innenstadtbereichs von Sudbury im Stadtteil Bell Grove. An der Universität sind zwei voneinander unabhängige Studentenvereinigungen für Vollzeit und Teilzeitstudierende. Daneben gibt es die Francophone Student’s Association (AEF), für überwiegend französischsprachige Studenten, während die Student’s General Association (SGA) für englisch- als auch französischsprachige Studenten zuständig ist.

## Fachbereiche
- Faculties of Social Sciences & Humanities
- Faculty of Management
- Faculty of Medicine
- Faculty of Professional Schools
- Faculty of Science & Engineering
- Goodman School of Mines

## Campusanlagen
- Great Hall (Grand Salon)
- Fraser Auditorium
- Ben Avery
- Beach

## Bekannte Absolventen
- Alex Baumann, kanadischer Schwimmer
- Leo Gerard, Gewerkschafter und Präsident der United Steelworkers
- Elie Martel, kanadischer Politiker
- Tony Martin, kanadischer Politiker
- Sharon Murdock, kanadischer Politiker
- André Paiement, kanadischer Musiker

## Bekannte Lehrende
- Michael Persinger, Professor der Psychologie